# Генрих IV (Ольденбург-Вильдесхаузен)
Генрих IV Лучник (нем. Heinrich IV. von Oldenburg-Wildeshausen, прозвище der Bogener; 1215/1220 — 1271, не позднее 8 августа) — граф Ольденбург-Вильдесхаузен с 1233 года. Сын Бурхарда фон Ольденбург-Вильдесхаузена и Кунигунды фон Шотен-Бреда.
В 1233 году наследовал отцу, погибшему при Хеммельскампе во время похода против штедингов. Дядя Генриха IV и его соправитель в Вильдесхаузене Генрих III тоже погиб в борьбе со штедингами — в 1234 году, и тот начиная с 1237 года в документах упоминается как опекун своих несовершеннолетних двоюродных братьев Генриха (ум. после 1270) и Людольфа (ум. после 1278).
Так же как и отец, использовал титул графа фон Альтбруххаузена.
Генрих IV был женат на Елизавете фон Текленбург, дочери графа Оттона I. После смерти тестя (1263) управлял его наследством вместе с шурином — Оттоном фон Бентхейм-Текленбургом. В 1267 году они разделились, и Генриху IV достались Бург и сеньория Флото.
Из-за участия в феодальных войнах наделал много долгов. Умер во время паломничества в Палестину.
Дети Генриха IV умерли в младенческом возрасте, и наследников он не оставил. Его владения поделили епископ Бремена, получивший Вильдесхаузен в качестве сюзерена выморочного лёна, епископ Мюнстера и Оттон фон Бентхейм-Текленбург. Кристиан III, граф фон Ольденбург-Дельменхорст, первым браком женатый на Хедвиге фон Вильдесхаузен — представительнице рода, безуспешно пытался получить хоть какую-то часть наследства.
Точное значение прозвища Генриха IV «Лучник» (Bogener, Bogenarius) не известно (возможно, означает деформированное тело, curvata corporis statura).